# Rosina Storchio
Rosina Storchio (Venècia, 19 de gener de 1872 – Milà, 24 de juliol de 1945) fou una soprano lírica Italiana que fou protagonista en les estrenes mundials de les òperes de Puccini, Leoncavallo, Mascagni i Giordano. La seva veu brillant i vivaç es va deteriorar prematurament a causa de les dures condicions a què la va sotmetre i sobretot per defectes en la seva tècnica.
Nascuda a Venècia, Storchio estudià al Conservatori de Milà abans de fer el seu debut operístic com a Micaëla a Carmen, de Bizet, al Teatro Dal Verme de Milà el 1892. Tres anys més tard, debutava a l'òpera més famosa d'Itàlia, La Scala de Milà, amb Werther, de Massenet.
Milà es convertí des de llavors en la seva nova llar, però també apareixia durant el període anterior a la Primera Guerra Mundial en teatres d'altres ciutats italianes clau, incloent-hi Roma i la seva nativa Venècia. Visità també Amèrica del Sud i Espanya, i emprenia compromisos de cant a París i Moscou, arriscant de forma imprudent la seva veu amb papers tan pesats com el de Tosca a l'òpera de Puccini del mateix nom. A partir de 1921 la seva veu entrà en una decadència marcada, però cantà a Chicago i Nova York. Es retirà al Gran Teatre del Liceu de Barcelona com a Cio-Cio San a Madama Butterfly, de Puccini.
Storchio moria a Milà prop del final de la Segona Guerra Mundial. Deixà un llegat petit d'enregistraments de gramòfon de 78 rpm fet durant els primers anys del segle xx. Aquests enregistraments (reeditats de llavors ençà en CD) inclouen extractes del repertori d'òpera del verisme, amb què estava més aviat associada. També va aparèixer, tanmateix, en escena en unes quantes òperes franceses i en treballs de Verdi, més notablement Falstaff.